# Pseudopterorthochaetes cambeforti
Pseudopterorthochaetes cambeforti är en skalbaggsart som beskrevs av Renaud Maurice Adrien Paulian 1981. Pseudopterorthochaetes cambeforti ingår i släktet Pseudopterorthochaetes och familjen Hybosoridae. Inga underarter finns listade i Catalogue of Life.